# ヤエル・ナイム
ヤエル・ナイム（Yael Naim、1978年2月6日 - ）は、フランス生まれイスラエル育ちのシンガーソングライター。2008年に彼女の曲『ニュー・ソウル』（New Soul）が、Appleのノートパソコン「MacBook Air」のテレビCMに採用されたことで、人気を博した。

## 人物
1978年にフランスのパリ市で、ユダヤ教徒のチュニジア人夫婦の元に生まれる。4歳の時に家族とともにイスラエルのRamat HaSharonに移住、幼年期をこの地で過ごす。引越先にピアノがあったことがきっかけで音楽と出会い、クラシック・ピアノを10年間習う。12歳の時に父親の影響でビートルズに出会い、以後ポップスのフィールドに関心が移っていく。18歳の時にはジョニ・ミッチェルに傾倒し、歌詞の世界にも目覚めていく。その後、テルアビブのジャズ・クラブでウィントン・マルサリスらと知り合ったことでジャズの演奏を試みるようになる。2001年にフランスでアルバム・デビュー。2004年に現在のプロデューサーであるダビード・ドナティエン（David Donatien）と出会う。ダビードの技術と想像力は、ヤエルの音楽の世界を素晴らしい方向に導き、彼女の才能を更に開花させるに至る。2008年にシングル「ニュー・ソウル」が、当時新発売で大きな話題製品だったMacBook AirのCMソングとして起用され、このコマーシャルが全世界で一斉放映されたことで一躍有名となった。
日本では、前述のMacBook AirのCM、2009年に「PICNIC」が日産・キューブのCMソングに起用されたほか、2012年にドラマ「最後から二番目の恋」劇中で「ゴー・トゥ・ザ・リバー」「遠く遠く」が使用された。
2008年、2009年に来日公演を行っている。3回目の来日公演として2012年夏にフジロックを含む4公演を実施。

## ディスコグラフィー
アルバム
- 「In a Man's Womb」（2001年）
- 「Yael Naim」（2007年）[1]
- 「She Was a Boy」（2011年）
- 「Older」（2015年）[2]

シングル
- 「Toxic」（2008年） - ブリトニー・スピアーズのカバー曲。
- 「New Soul」（2008年） - MacBook AirのCMに採用された曲。『Yael Naim』収録。
- 「Go to the River」（2011年） - ドラマ「最後から二番目の恋」劇中使用曲。『She Was a Boy』収録。